# Ludwig Stocker

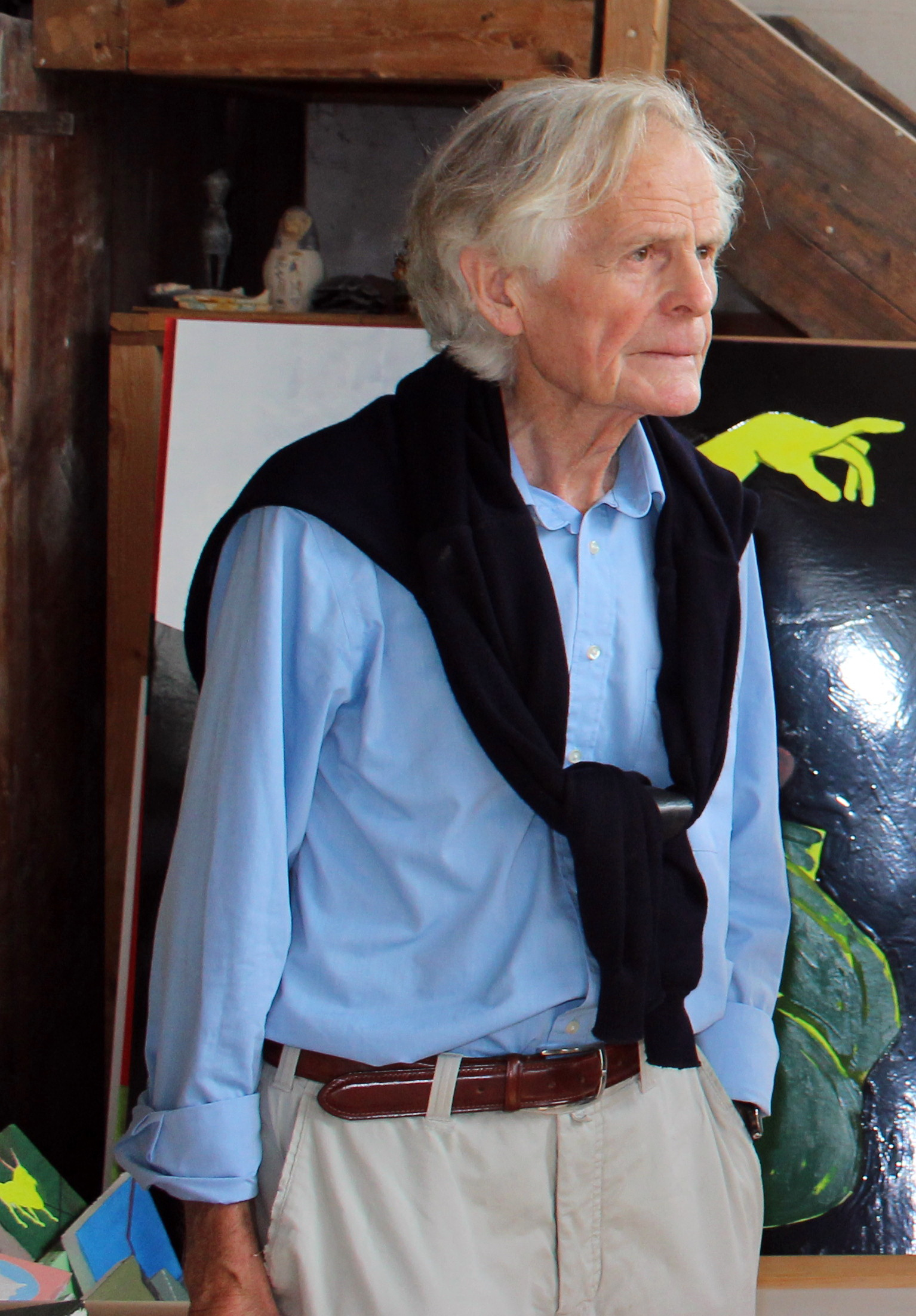
Ludwig Stocker (2014)

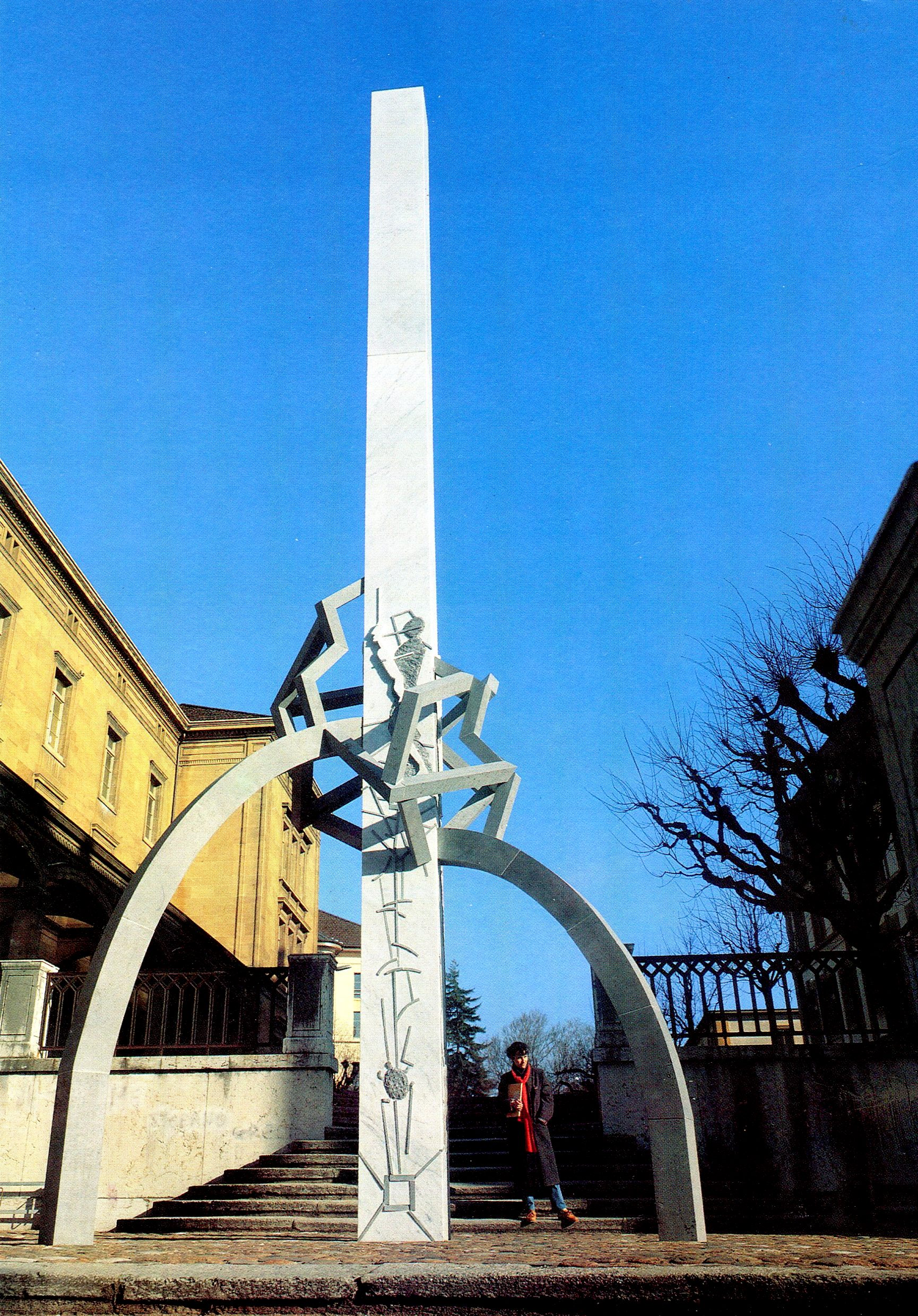
Evolution, Musee d’histoire naturelle Neuchâtel

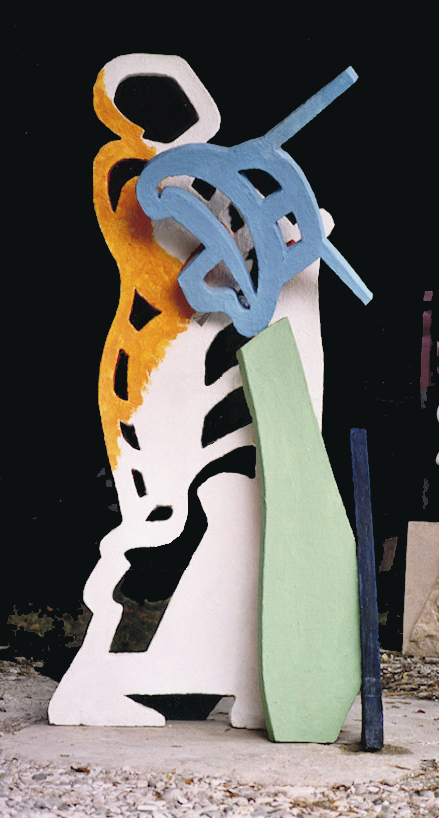
Botin vom Ostgiebel

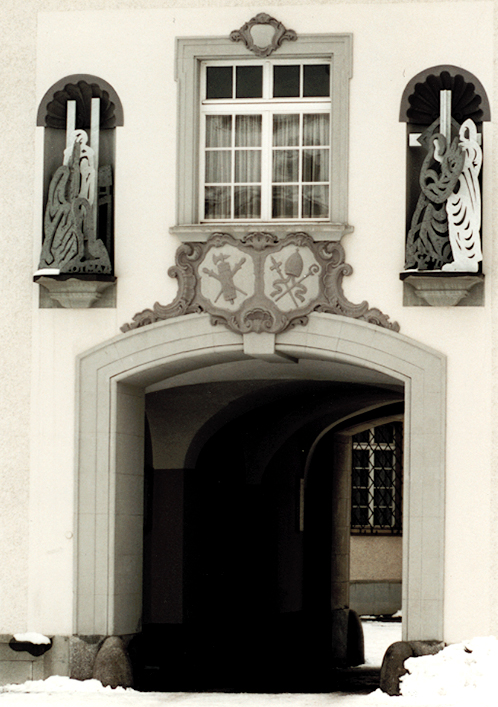
Gallus- und Otmarfigur am Kloster St. Gallen

Ludwig Stocker (* 1. August 1932 in Herisau) ist ein Schweizer Bildhauer und Maler.

## Leben und Werk
Ludwig Stocker wuchs im Kanton Appenzell Ausserrhoden auf. In den Jahren 1949–1954 absolvierte er die Bildhauerausbildung bei Wilhelm Meier und Josef Büsser in St. Gallen und bildete sich weiter an der Accademia di Belle Arti in Rom. 1956 heiratete er Annemarie Ledergerber, der Ehe entstammen vier Kinder. Seit 1957 lebt Ludwig Stocker als freischaffender Künstler in Basel. Zu Beginn seiner Tätigkeit kopierte er nebenher für die kantonale Denkmalpflege Basel mittelalterliche Sandsteinfiguren. In den Jahren 1972–1982 rekonstruierte er, zusätzlich zur freien Arbeit, unter Ernst Berger in der Skulpturhalle des Antikenmuseums Basel die Parthenongiebelfiguren im Massstab 1:1. In diesem Zusammenhang entstanden umfangreiche Studien zur harmonikalen Proportionslehre. 1961 erhielt er das Stipendium der Kiefer Hablitzel Stiftung. Ab 1972 folgten Einzel- und Gruppenausstellungen in Galerien und Museen.
Stockers Werkserien enthalten Skulpturen, Zeichnungen, Collagen und Malerei mit Bezügen zur Kulturgeschichte und zu verschiedenen Kulturkreisen, insbesondere den Frühkulturen der Ägypter und Griechen. Anfänglich setzte Stocker den Akzent auf die Steinfigur. Ab den 1970er Jahren jedoch verwendet und kombiniert er in seiner bildhauerischen Arbeit auch andere Materialien wie Holz, Ton, Glas, Bronze und Styropor, oft mit kräftiger Bemalung. Im Schaffensbereich Stockers steht die menschliche Figur im Zentrum. Oftmals gestaltet Stocker hohe schlanke Figuren mit geringen Volumen, plattenartig, teils übereinandergeschichtet. «Vielleicht ist Ludwig Stocker deshalb Bildhauer geworden und geblieben, weil die Ausarbeitung einer Idee im Plastischen als eigentlich Räumliches zu komplexen Überlagerungen führen kann.» Parallel zu den skulpturalen Arbeiten entstanden umfangreiche Zeichnungen und Bilder, vielfach als Serienbilder, mit Zitaten aus der Kunstgeschichte. «Stocker beleuchtet einzelne Momente aus vergangener Kulturgeschichte, bricht sie aus dem verordneten Zusammenhang und überträgt sie in der eigenen Bearbeitung in einen neuen Verhandlungskontext.»

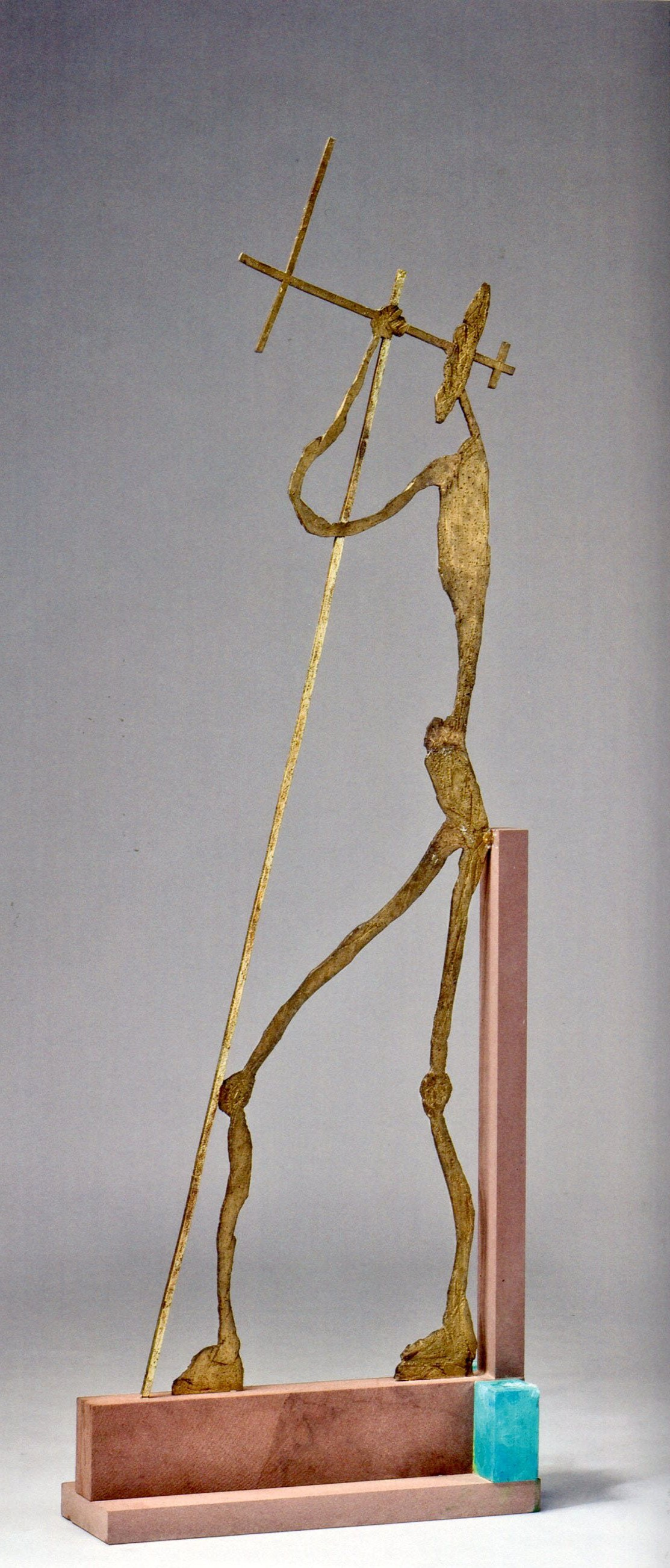
Königsweg, 1987
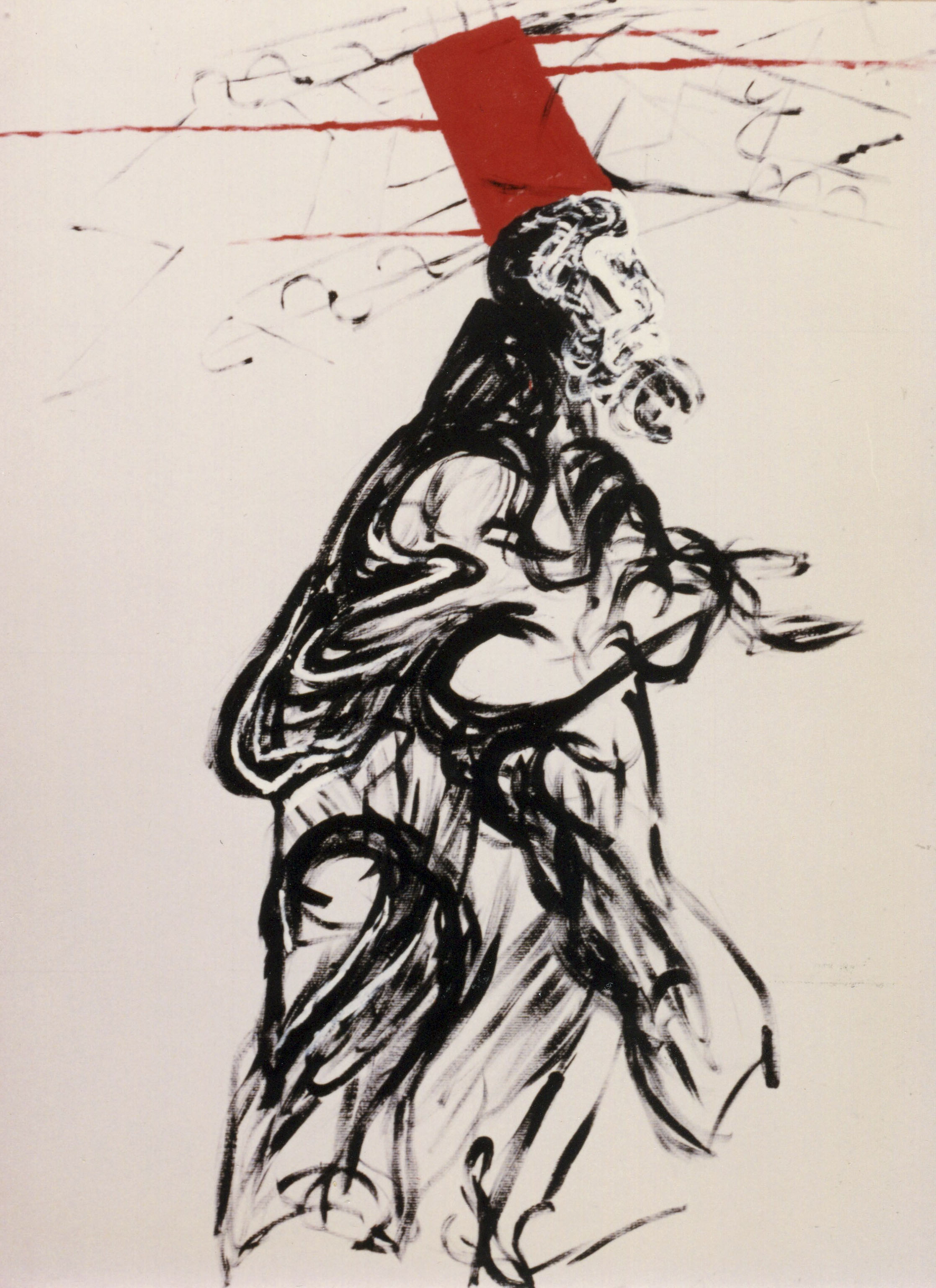
Zeichnung 1988
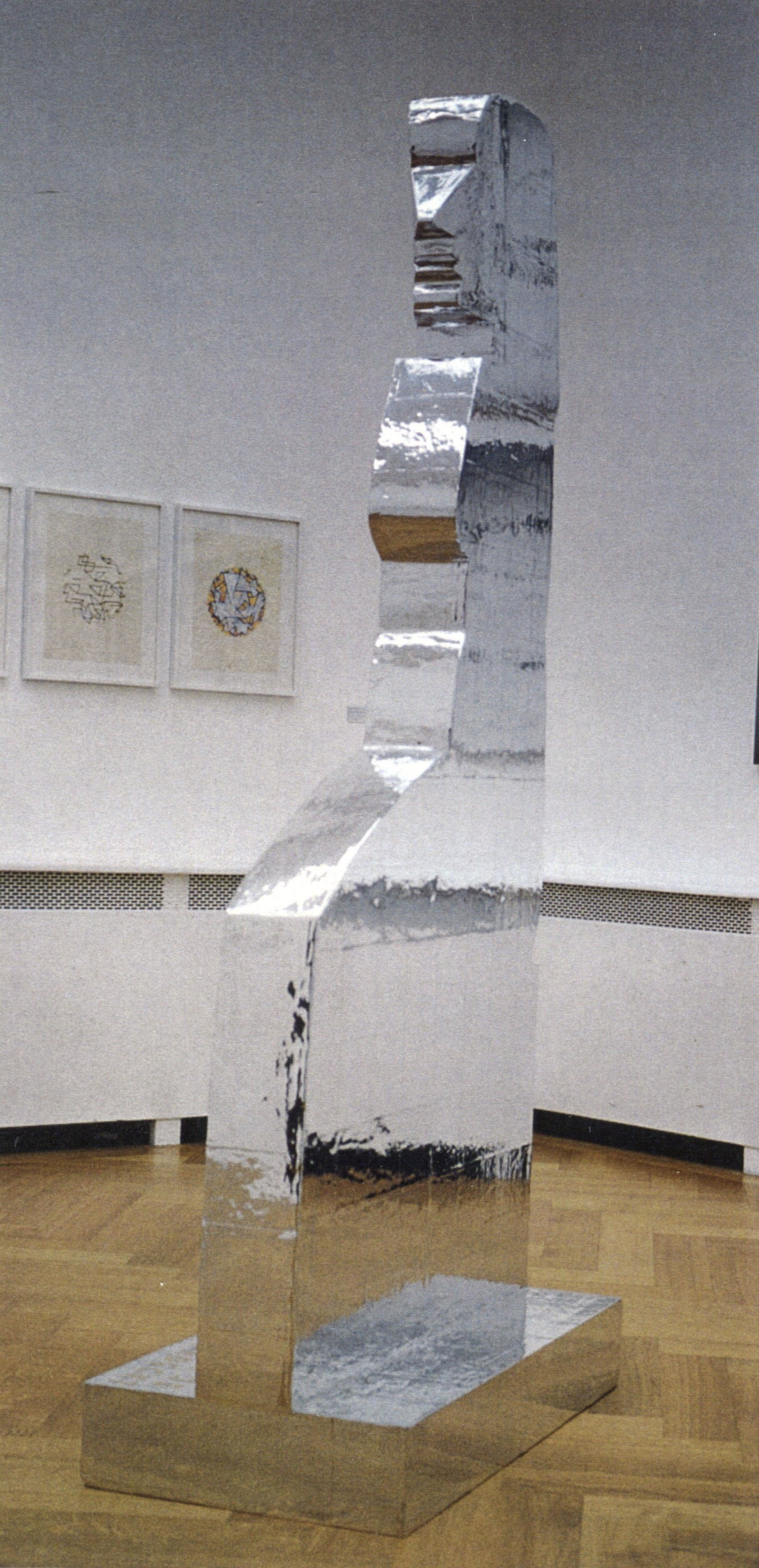
Kein Sterblicher hat je mein Gewand aufgedeckt, 2002

## Ausstellungen (Auswahl)
- 1972: Kunsthalle Basel
- 1975, 1980, 1986: Schweizerische Plastikausstellung, Biel/Bienne
- 1978: Schweizerische Biennale, Kunstmuseum Winterthur
- 1986: Kunstverein St. Gallen
- 1989: Art 20’89, Basel, Sonderausstellung Babel 2. Bauetappe
- 1990: Museum zu Allerheiligen, Schaffhausen
- 1990: The October Gallery, London
- 1990–2008: Schweizerische Skulpturenausstellung, Bex
- 1991: Kunstmuseum Thun
- 1998: Kunstmuseum und Kunstverein Olten
- 2000: Neustädter Rathaus, Prag
- 2009: Skulpturhalle des Antikenmuseum, Basel

## Werke in Museen und im öffentlichen Raum (Auswahl)
- Kupferstichkabinett Kunstmuseum Basel
- Sammlungen Kunstkredit Basel-Stadt und Basel-Landschaft
- Kunstmuseum Thun
- Museum zu Allerheiligen, Schaffhausen
- Kunstmuseum Olten
- Antikenmuseum, Basel
- «Einheit von Geist und Materie», Zentralbibliothek Solothurn

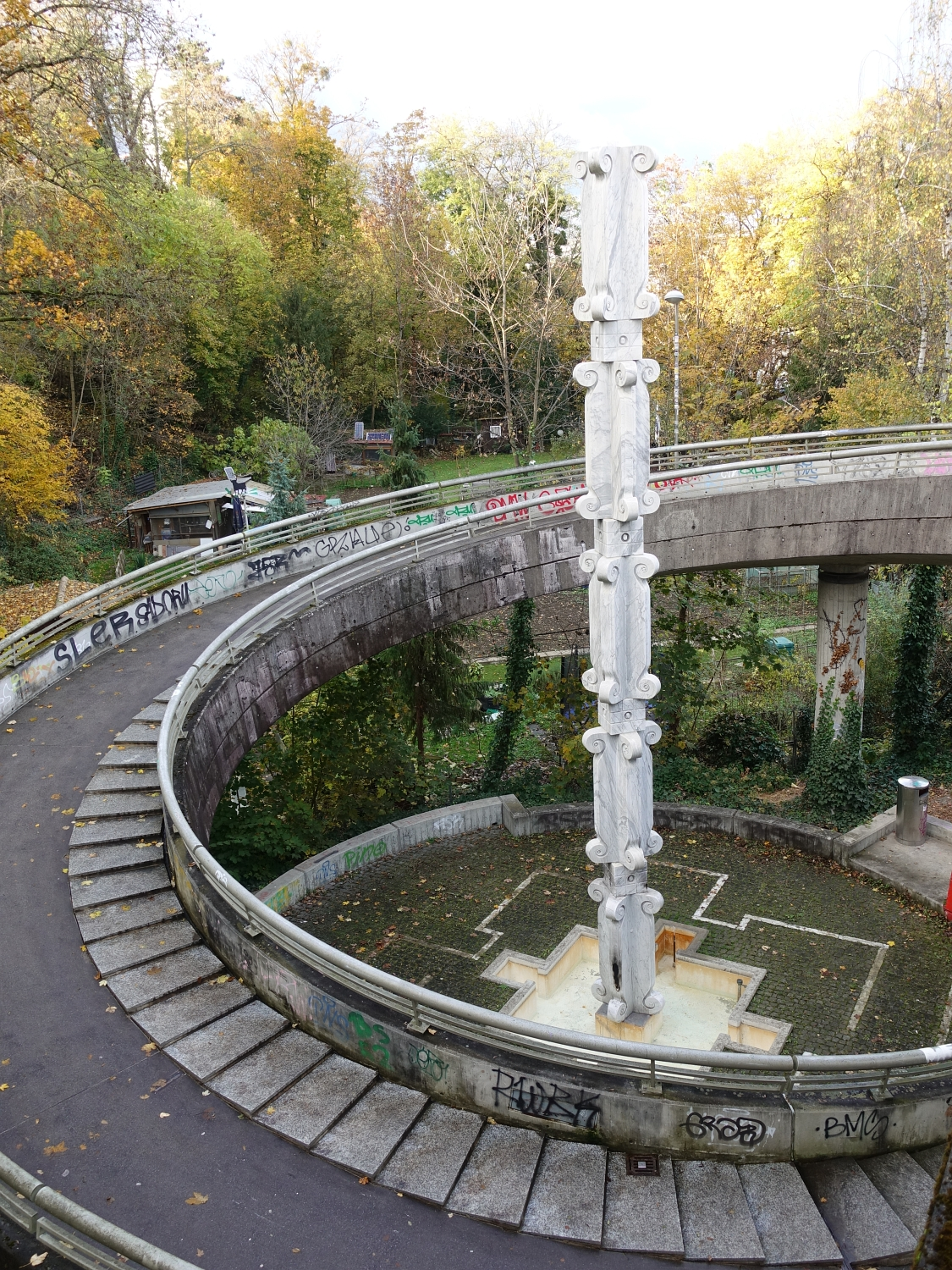
Einrollen-Ausrollen, 1978

- Einrollen-Ausrollen, 1978«Einrollen-Ausrollen», Stele aus Carrara-Marmor, Gellertdreieck, Basel-Stadt, Höhe 10 Meter, 1978[3]
- «Offener Raum», auf dem Friedhof am Hörnli, Riehen, Basel-Stadt, 1987
- Gallus- und Otmar-Figur, Kloster St. Gallen, Marmor, Basalt, 1992

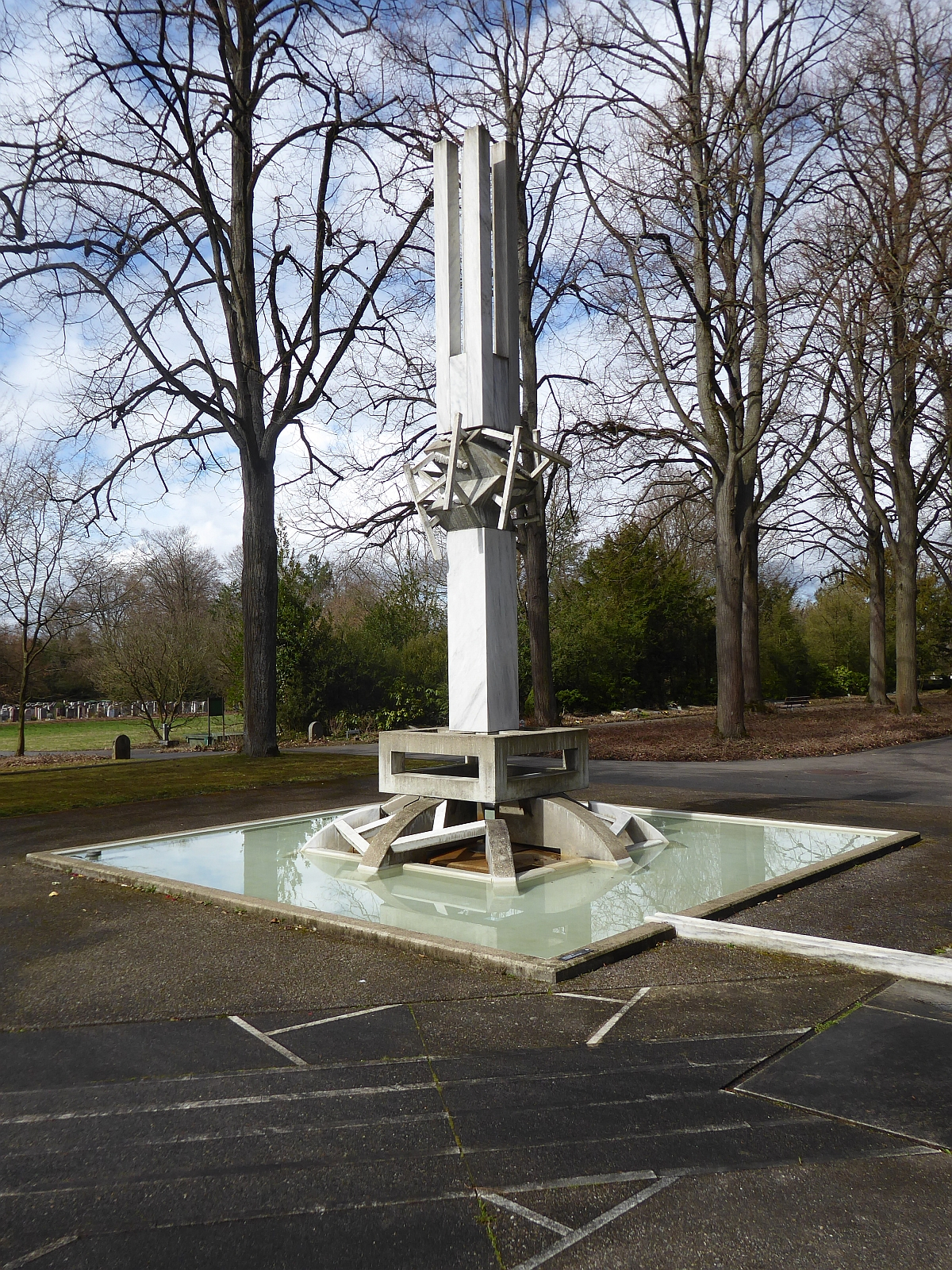
Skulptur, Gestaltung, Offener Raum-1987, auf dem Friedhof am Hörnli

- Skulptur, Gestaltung, Offener Raum-1987, auf dem Friedhof am HörnliPlatzgestaltung vor der Basilika Mariastein, 1997
- «Hergestellte, gefundene, wiedererkannte Wirklichkeit», Universitäre Psychiatrische Kliniken Basel, Basel, Beton, Asphalt, Stein, 1971
- «Lagerstätte», Skulptur im Rhein, Basel, Basalt, 80 cm (H) × 270 cm × 190 cm, 1992
- «Die Zentren der Welt», Innenhof Aeschenvorstadt Basel, Marmor, Bronze, Wasser, Feuer, Höhe 15 Meter, 1993
- «Messiaserwartungen», Paradieskirche Binningen, Acryl, 6 × 6 Meter, 1998 / 2000
- «Treffpunkt auf Koordinate», Post Teufen AR, Marmor, Basalt, 160 cm (H) × 550 cm  × 550 cm, 1981
- «Evolution», Musee d’histoire naturelle Neuchâtel, Marmor, Basalt, Höhe: 11 Meter, 1987
- 8 Skulpturen im Chor, Stadtkirche St. Johann Schaffhausen, Styropor-Zement, Farbe, Höhe: 126 cm, 1990 & 2014

## Publikationen (Auswahl)
- Hans Ulrich Reck: Ludwig Stocker Arbeiten 1965–1986. Monographie. Basel 1986.
- Jörg Huber: Ludwig Stocker. 19 Drawings from the Cycle «The School of Athens». Ausstellungskatalog The October Gallery, London 1990.
- Kunstmuseum Thun (Hrsg.): Vom Herausgehen am Tage. Ludwig Stocker. Skulpturen und Zeichnungen. Ausstellungskatalog Kunstmuseum Thun. Thun 1991.
- Jörg Huber: Stocker Ludwig. In: Schweizerisches Institut für Kunstwissenschaft (Hrsg.): Sammlung der Gotthard Bank. Junge Schweizer Kunst 1960–1990. Schweizerisches Institut für Kunstwissenschaft, Kataloge Schweizer Museen und Sammlungen 14. Zürich 1991.
- Lukas Thommen: Ludwig Stockers «Doryphoroi» (1987). Zahlenharmonik und Wirklichkeitsreflexion. In: Ernst Berger, Brigitte Müller-Huber, Lukas Thommen (Hrsg.): Der Entwurf des Künstlers. Bildhauerkanon in der Antike und Neuzeit. Ausstellungskatalog Antikenmuseum Basel und Sammlung Ludwig. Basel 1992.
- Emanuela Briaschi, Erica J. Suter-Pongratz (Hrsg.): Raum und Zeit. Spazio e Tempo. Entstehungsprozess einer Skulptur von Ludwig Stocker. Basel 2000.
- Dieter Koepplin: Texte aus dem Zettelkasten von Ludwig Stocker. Ausstellungskatalog Galerie Carzaniga & Ueker. Basel 2002.
- Tomas Lochman (Hrsg.): Herkunft und Gegenwart. Ludwig Stocker in der Skulpturhalle Basel. Katalog zur gleichnamigen Ausstellung in der Skulpturhalle Basel. Basel 2009.

DVD
- Johann Sebastian Bach: Gelobet seist du, Jesu Christ, Kantate BWV 91. Rudolf Lutz, Chor und Orchester der J. S. Bach-Stiftung, Monika Mauch (Sopran), Margot Oitzinger (Alt), Bernhard Berchtold (Tenor), Peter Kooij (Bass). Samt Einführungsworkshop sowie Reflexion von Ludwig Stocker. Gallus Media, 2017.[4]